# Międzynarodowe Centrum Badań nad Ochroną i Konserwacją Dziedzictwa Kulturowego
Międzynarodowe Centrum Badań nad Ochroną i Konserwacją Dziedzictwa Kulturowego, ang. International Center for the Study of the Preserveation and Restoration of Cultural Property, w skrócie ICCROM.
ICCROM jest ekspercką międzynarodową organizacją rządową, która się zajmuje ochroną dziedzictwa kulturowego. ICCROM jest zarządzane przez Zgromadzenie Generalne delegatów wszystkich krajów członkowskich (których jest w 135). Zarząd składa się z 25 członków wybranych przez Zgromadzenie Generalne.
Propozycja utworzenia międzyrządowego centrum badań i metod konserwacji została podjęta w New Dehli, podczas 9 sesji Konferencji UNESCO.